# Liste des députés de la IIe législature du Parlement de Catalogne

Les députés de la IIe législature du Parlement de Catalogne sont les 135 députés de la IIe législature du Parlement de Catalogne élus lors des élections au Parlement de Catalogne de 1984. Leur mandat commence le 17 mai 1984 et se termine le 4 avril 1988.

## Liste des députés
- Haut – A
- B
- C
- D
- E
- F
- G
- H
- I
- J
- K
- L
- M
- N
- O
- P
- Q
- R
- S
- T
- U
- V
- W
- X
- Y
- Z

| Nom                                  | Liste | Liste                                | Circonscription | Notes |
| ------------------------------------ | ----- | ------------------------------------ | --------------- | --- |
| Joan M. Abelló i Alfonso             |       | Parti des socialistes de Catalogne   | Tarragone       | |
| Macià Alavedra i Moner               |       | Convergence et Union                 | Barcelone       | Jusqu'au 16 juillet 1986, remplacée le 29 juillet 1986 par Josep Pous i Ballbé                                                                                            |
| Albert Alay i Serret                 |       | Esquerra Republicana de Catalunya    | Barcelone       | |
| Alfred Albiol i Paps                 |       | Convergence et Union                 | Barcelone       | |
| Ramon Aleu i Jornet                  |       | Parti des socialistes de Catalogne   | Tarragone       | |
| Jaume Aligué i Escudé                |       | Convergence et Union                 | Lleida          | |
| Lluís Armet i Coma                   |       | Parti des socialistes de Catalogne   | Barcelone       | |
| Pere Ayguadé i Ayguadé               |       | Parti des socialistes de Catalogne   | Lleida          | |
| Joan Aymerich i Aroca                |       | Convergence et Union                 | Barcelone       | |
| Francesc X. Bada i Amatller          |       | Convergence et Union                 | Lleida          | |
| Rosa M. Barenys i Martorell          |       | Parti des socialistes de Catalogne   | Barcelone       | |
| Heribert Barrera i Costa             |       | Esquerra Republicana de Catalunya    | Barcelone       | |
| Agustí M. Bassols i Parés            |       | Convergence et Union                 | Barcelone       | |
| Francesc X. Bigatà i Ribé            |       | Convergence et Union                 | Barcelone       | |
| Josep Borràs i Gené                  |       | Convergence et Union                 | Lleida          | |
| Josep M. Bricall i Masip             |       | Parti des socialistes de Catalogne   | Barcelone       | Jusqu'au 28 janvier 1986, remplacé le 11 février 1986 par Magí Cadevall i Soler                                                                                           |
| Eduard Bueno i Ferrer                |       | Alliance populaire                   | Barcelone       | Jusqu'au 19 septembre 1985, remplacé le 6 novembre 1985 par Joan Esteve i Oriol                                                                                           |
| M. Pilar Busquets i Medan            |       | Convergence et Union                 | Lleida          | |
| Arcadi Calzada i Salavedra           |       | Convergence et Union                 | Gérone          | Premier vice-président |
| Ramon Camp i Batalla                 |       | Convergence et Union                 | Barcelone       | Premier secrétaire |
| Jaume Camps i Rovira                 |       | Convergence et Union                 | Barcelone       | |
| Ferran Camps i Vallejo               |       | Convergence et Union                 | Barcelone       | |
| Pere Carbonell i Fita                |       | Convergence et Union                 | Barcelone       | Jusqu'au 13 mars 1985, remplacé le 21 mars 1985 par Jaume Jané i Bel |
| Enric Cardús i Llevat                |       | Convergence et Union                 | Tarragone       | |
| Martí Carnicer i Vidal               |       | Parti des socialistes de Catalogne   | Tarragone       | |
| Pere Casals i Lezcano                |       | Convergence et Union                 | Gérone          | |
| Emili Casals i Parral                |       | Alliance populaire                   | Tarragone       | |
| Joan Casanelles i Ibarz              |       | Parti des socialistes de Catalogne   | Barcelone       | Jusqu'au 14 juillet 1986, remplacé le 17 septembre 1986 par Rafael Madueño i Sedano                                                                                       |
| Marçal Casanovas i Guerri            |       | Esquerra Republicana de Catalunya    | Gérone          | Quatrième secrétaire |
| Francesc Casares i Potau             |       | Parti des socialistes de Catalogne   | Barcelone       | |
| Enric Castellnou i Alberch           |       | Convergence et Union                 | Barcelone       | |
| Carlos Cigarrán Rodil                |       | Parti des socialistes de Catalogne   | Barcelone       | Jusqu'au 24 janvier 1988, remplacé le 7 mars 1988 par Joaquim Llach i Mascaró                                                                                             |
| Higini Clotas i Cierco               |       | Parti des socialistes de Catalogne   | Barcelone       | |
| Francesc Codina i Castillo           |       | Convergence et Union                 | Barcelone       | |
| Joan Codina i Torres                 |       | Parti des socialistes de Catalogne   | Barcelone       | |
| Miquel Coll i Alentorn               |       | Convergence et Union                 | Barcelone       | Président du Parlement |
| Josep M. Coll i Majó                 |       | Convergence et Union                 | Barcelone       | |
| Joan Colominas i Puig                |       | Convergence et Union                 | Barcelone       | |
| Víctor Manuel Colomé i Farré         |       | Alliance populaire                   | Lleida          | |
| Ramon Coma i Casellas                |       | Convergence et Union                 | Barcelone       | |
| Joan Cornudella i Barberá            |       | Parti des socialistes de Catalogne   | Barcelone       | Jusqu'au 26 mars 1985, remplacé le 7 mai 1985 par Gregorio Rísquez Caballero                                                                                              |
| Josep M. Cullell i Nadal             |       | Convergence et Union                 | Barcelone       | |
| Antoni Dalmau i Jové                 |       | Convergence et Union                 | Barcelone       | |
| Joan Descals i Esquius               |       | Convergence et Union                 | Tarragone       | |
| Justo Domínguez de la Fuente         |       | Parti des socialistes de Catalogne   | Barcelone       | |
| Raimon Escudé i Pladellorens         |       | Convergence et Union                 | Barcelone       | |
| Ramon Espasa i Oliver                |       | Parti socialiste unifié de Catalogne | Barcelone       | Jusqu'au 16 juillet 1986, remplacé le 29 juillet 1986 par Antoni Lucchetti i Farré Lui-même jusqu'au 28 juillet 1987, remplacé le 11 août 1987 par Ignasi Riera i Gassiot |
| Jorge Fernández Díaz                 |       | Alliance populaire                   | Barcelone       | |
| Ramón Fernández Jurado               |       | Parti des socialistes de Catalogne   | Barcelone       | Jusqu'au 26 juin 1984, remplacé le 19 juillet 1984 par M. Rosa Viadiu i Bellavista                                                                                        |
| Pilar Ferran i Hernández             |       | Parti des socialistes de Catalogne   | Barcelone       | |
| Concepció Ferrer i Casals            |       | Convergence et Union                 | Gérone          | Jusqu'au 10 juin 1987, remplacée le 17 juillet 1987 par Joan Patrici Boza i Chirino                                                                                       |
| Joan Josep Folchi Bonafonte          |       | Alliance populaire                   | Barcelone       | Jusqu'au 7 octobre 1987, remplacé le 13 octobre 1987 par Josep M. Azorín i Ortiz                                                                                          |
| Joan M. Ganyet i Solé                |       | Parti des socialistes de Catalogne   | Lleida          | |
| Dionisi E. García i Guillamón        |       | Parti des socialistes de Catalogne   | Tarragone       | |
| Luis Andrés García Sáez              |       | Parti des socialistes de Catalogne   | Barcelone       | |
| Cipriano García Sánchez              |       | Parti socialiste unifié de Catalogne | Barcelone       | |
| Xavier Garriga i Jové                |       | Alliance populaire                   | Barcelone       | |
| Isidre Gavín i Valls                 |       | Convergence et Union                 | Lleida          | |
| Florencio Gil Pachón                 |       | Parti des socialistes de Catalogne   | Barcelone       | |
| Paül. González i Castells            |       | Convergence et Union                 | Tarragone       | |
| José González Navas                  |       | Parti des socialistes de Catalogne   | Barcelone       | |
| Josep M. Graells i Forcada           |       | Convergence et Union                 | Lleida          | |
| Josep Joan Grau i Folch              |       | Convergence et Union                 | Tarragone       | |
| Francesc Guasch i Fernández          |       | Convergence et Union                 | Lleida          | |
| Joan Guitart i Agell                 |       | Convergence et Union                 | Barcelone       | |
| Xavier Guitart i Domènech            |       | Parti des socialistes de Catalogne   | Barcelone       | |
| Antoni Gutiérrez i Díaz              |       | Parti socialiste unifié de Catalogne | Barcelone       | Jusqu'au 10 juin 1987, remplacé le 11 août 1987 par Francesc Padullés i Esteban                                                                                           |
| Joan Hortalà i Arau                  |       | Esquerra Republicana de Catalunya    | Barcelone       | Jusqu'au 31 octobre 1984, remplacé le 15 novembre 1984 par Marc Aureli Vila i Comaposada                                                                                  |
| Ignasi Joaniquet i Sirvent           |       | Convergence et Union                 | Barcelone       | |
| Josep Laporte i Salas                |       | Convergence et Union                 | Barcelone       | |
| Felip Lorda i Aláiz                  |       | Parti des socialistes de Catalogne   | Barcelone       | Deuxième secrétaire |
| África Lorente Castillo              |       | Parti des socialistes de Catalogne   | Barcelone       | |
| Miquel Àngel Marimon i Fort          |       | Convergence et Union                 | Tarragone       | |
| Joan Josep Martí i Ferré             |       | Convergence et Union                 | Tarragone       | |
| Frederic Martínez i Ibáñez           |       | Convergence et Union                 | Gérone          | |
| Jordi Martínez i Planas              |       | Convergence et Union                 | Gérone          | |
| Ricard Masó i Llunes                 |       | Convergence et Union                 | Gérone          | |
| Marta Ángela Mata i Garriga          |       | Parti des socialistes de Catalogne   | Barcelone       | |
| Isidre Molas i Batllori              |       | Parti des socialistes de Catalogne   | Barcelone       | Deuxième vice-président |
| Josep Moliner i Florensa             |       | Convergence et Union                 | Gérone          | |
| Josep Montalat i Cufí                |       | Convergence et Union                 | Gérone          | |
| Miquel Montaña i Carrera             |       | Convergence et Union                 | Lleida          | |
| Josep Muntal i Julià                 |       | Convergence et Union                 | Barcelone       | |
| Joan Antoni Mur i Borrás             |       | Convergence et Union                 | Tarragone       | |
| Joaquim Nadal i Farreras             |       | Parti des socialistes de Catalogne   | Lleida          | |
| Manel Nadal i Farreras               |       | Parti des socialistes de Catalogne   | Gérone          | |
| Trinitat Neras i Plaja               |       | Convergence et Union                 | Gérone          | |
| Josep María Obiols i Germà           |       | Parti des socialistes de Catalogne   | Barcelone       | |
| Joan Oliart i Pons                   |       | Parti des socialistes de Catalogne   | Barcelone       | |
| Jaume Manel Oronich i Miravet        |       | Convergence et Union                 | Lleida          | Jusqu'au 21 juillet 1987, remplacé le 18 août 1987 par Miquel Padilla i Díaz                                                                                              |
| Esteve Orriols i Sendra              |       | Convergence et Union                 | Barcelone       | |
| Emili Pallach i Carolà               |       | Parti des socialistes de Catalogne   | Gérone          | |
| Pere Parera i Cartró                 |       | Convergence et Union                 | Barcelone       | |
| Jordi Parpal i Marfà                 |       | Parti des socialistes de Catalogne   | Barcelone       | |
| Pompeu Pascual i Busquets            |       | Convergence et Union                 | Gérone          | |
| Jordi Peris i Musso                  |       | Alliance populaire                   | Tarragone       | Jusqu'au 5 janvier 1985, remplacé le 21 janvier 1985 par Josep Curto i Casadó                                                                                             |
| Pere Pi-Sunyer i Bayo                |       | Convergence et Union                 | Barcelone       | |
| Joaquim Pibernat i Lleyxà            |       | Convergence et Union                 | Barcelone       | Jusqu'au 6 août 1984, remplacé le 4 avril 1988 par Juli Sanclimens i Genescà                                                                                              |
| Ramon Pla i Nadal                    |       | Convergence et Union                 | Barcelone       | |
| Romà Planas i Miró                   |       | Parti des socialistes de Catalogne   | Barcelone       | |
| Ferran Pont i Puntigam               |       | Convergence et Union                 | Barcelone       | |
| Simón Pujol i Folcrà                 |       | Alliance populaire                   | Barcelone       | |
| Jordi Pujol i Soley                  |       | Convergence et Union                 | Barcelone       | |
| Laureano Pérez Ciudad                |       | Parti des socialistes de Catalogne   | Tarragone       | |
| Eugeni-Jesús Pérez-Moreno i Pallarés |       | Convergence et Union                 | Barcelone       | |
| Robert Ramírez i Balcells            |       | Convergence et Union                 | Barcelone       | |
| Enric Renau i Folch                  |       | Convergence et Union                 | Barcelone       | |
| Rafael Ribó i Massó                  |       | Parti socialiste unifié de Catalogne | Barcelone       | |
| Santiago Riera i Olivé               |       | Parti des socialistes de Catalogne   | Barcelone       | |
| Domènec Romera i Alcázar             |       | Alliance populaire                   | Barcelone       | Jusqu'au 3 juin 1987, remplacé le 23 juin 1987 par Albert Feu i Puig |
| Maria Rúbies i Garrofé               |       | Convergence et Union                 | Lleida          | |
| Josep M. Sala i Griso                |       | Parti des socialistes de Catalogne   | Barcelone       | |
| Flora Sanabra i Villarroya           |       | Convergence et Union                 | Barcelone       | Troisième secrétaire |
| Josep M. Santacreu i Marginet        |       | Alliance populaire                   | Barcelone       | |
| Antoni Santiburcio i Moreno          |       | Parti des socialistes de Catalogne   | Barcelone       | |
| Simeó Selga i Ubach                  |       | Convergence et Union                 | Barcelone       | |
| Josep Sendra i Navarro               |       | Convergence et Union                 | Tarragone       | |
| M. del Carme Servitje i Mauri        |       | Convergence et Union                 | Barcelone       | |
| Domènec Sesmilo i Rius               |       | Convergence et Union                 | Barcelone       | |
| Antoni Siurana i Zaragoza            |       | Parti des socialistes de Catalogne   | Gérone          | |
| Xavier Soto i Cortés                 |       | Parti des socialistes de Catalogne   | Barcelone       | |
| Antoni Subirà i Claus                |       | Convergence et Union                 | Barcelone       | |
| Josep Oriol Suñer i Carbó            |       | Convergence et Union                 | Gérone          | |
| Daniel Terradellas i Redon           |       | Parti des socialistes de Catalogne   | Gérone          | |
| Enric Ticó i Buxadós                 |       | Convergence et Union                 | Barcelone       | |
| Esteve Tomàs i Torrens               |       | Parti des socialistes de Catalogne   | Barcelone       | |
| Víctor Torres i Perenya              |       | Esquerra Republicana de Catalunya    | Lleida          | |
| Joan M. Vallvé i Ribera              |       | Convergence et Union                 | Barcelone       | Jusqu'au 19 février 1985, remplacé le 21 janvier 1985 par Ferran Ariño i Barberà                                                                                          |
| Enric Vendrell i Durán               |       | Convergence et Union                 | Tarragone       | |
| Jaume Veray i Batlle                 |       | Alliance populaire                   | Gérone          | |
| Francesc Vernet i Mateu              |       | Convergence et Union                 | Tarragone       | |
| Jaume Vila i Fontcuberta             |       | Convergence et Union                 | Barcelone       | |
| Eulàlia Vintró i Castells            |       | Parti socialiste unifié de Catalogne | Barcelone       | Jusqu'au 28 juillet 1987, remplacé le 11 août 1987 par Marius Díaz i Bielsa                                                                                               |
| Maties Vives i March                 |       | Parti socialiste unifié de Catalogne | Tarragone       | |
| Carles Viñas i Serra                 |       | Convergence et Union                 | Barcelone       | |